# Ребегарі
Ребегарі (рум. Rebegari) — село у повіті Вранча в Румунії. Входить до складу комуни Неружа.
Село розташоване на відстані 162 км на північ від Бухареста, 37 км на захід від Фокшан, 109 км на північний захід від Галаца, 89 км на схід від Брашова.

## Населення
За даними перепису населення 2002 року у селі проживали 139 осіб, усі — румуни. Усі жителі села рідною мовою назвали румунську.